# Cesare Canetta
Cesare Canetta (Casalmaggiore, 14 maggio 1914 – Milano, 6 giugno 2006) è stato un cestista italiano.

## Carriera
Ha vinto due scudetti con l'Olimpia Milano sponsorizzata Borletti nel 1937-1938 e 1938-1939. Ha militato nell'Olimpia nel corso degli anni trenta e quaranta.
Vanta una presenza con la maglia della Nazionale: il 19 luglio 1942 mise a segno 4 punti nella vittoria 45-31 contro l'Ungheria.

## Palmarès
- Campionato italiano: 2

Olimpia Milano: 1937-38, 1938-39